# Cuchilla de Mangrullo

La cuchilla de Mangrullo es una cuchilla uruguaya ubicada en el este del país, más precisamente en el centro-norte departamento de Cerro Largo.
Es la cuna de diversos afluentes de los ríos Tacuarí y Yaguarón, su pico más elevado es el Cerro de Mangrullo, con casi 400 metros sobre el nivel del mar.
- Datos: Q1143051